# Tapinocyba flagellata
Espèce
Synonymes
- Lophocarenum flagellatum Emerton, 1911

Tapinocyba flagellata est une espèce d'araignées aranéomorphes de la famille des Linyphiidae.

## Distribution
Cette espèce se rencontre au Canada en Alberta, en Saskatchewan, en Ontario, au Québec, au Nouveau-Brunswick, en Nouvelle-Écosse et en Terre-Neuve-et-Labrador et aux États-Unis au Maine et en Indiana.

## Description
Le mâle holotype mesure 1 mm.
Le mâle décrit par Crosby et Bishop en 1933 mesure 1,3 mm.
Le mâle décrit par Paquin et Dupérré en 2003 mesure 1,2 mm et la femelle 1,3 mm.

## Systématique et taxinomie
Cette espèce a été décrite sous le protonyme Lophocarenum flagellatum par Emerton en 1911. Elle est placée dans le genre Phlattothrata 
par Crosby et Bishop en 1933 puis dans le genre Tapinocyba par Buckle, Carroll, Crawford et Roth en 2001.

## Publication originale
- Emerton, 1911 : « New spiders from New England. » Transactions of the Connecticut Academy of Arts and Sciences, vol. 16, p. 383-407 (texte intégral).